# Rodzina (biologia)

Schematyczne przedstawienie podstawowych jednostek używanych w klasyfikacji biologicznej. Kolejno od góry: życie, domena, królestwo, typ (w zoologii) lub gromada (w botanice), gromada (w zoologii) lub klasa (w botanice), rząd, rodzina, rodzaj i gatunek

Rodzina (łac. familia) – jedna z podstawowych kategorii systematycznych stosowanych w systematyce organizmów, niższa niż rząd (ordo), a wyższa niż rodzaj (genus). W kodeksach nomenklatury biologicznej nie określono kryteriów wydzielania rodzin, poza przyporządkowaniem: rodzina grupuje rodzaje, grupa rodzin tworzy rząd. W praktyce rodziny zwykle łączą grupy rodzajów różniące się morfologicznie od innych grup.
Kategoriami pomocniczymi szczebla rodzinowego są nadrodzina (superfamilia), podrodzina (subfamilia) i plemię (tribus) oraz jego kategorie pomocnicze (nadplemię i podplemię).
Wprowadzenie tej kategorii zaproponował Pierre-André Latreille w Histoire naturelle générale et particulière des crustacés et insectes (1802–1805).

## Nomenklatura
W nomenklaturze łacińskiej rodzina otrzymuje końcówkę -ae (w botanice zwykle -aceae, w zoologii -idae), a w polskiej -ate, np. kotowate, psowate, człowiekowate.
Nazwy polskie rodzin zapisuje się pismem prostym i małą literą. Nazwy naukowe rodzin w zoologii nie są wyróżniane kursywą (italikiem). W botanice i mykologii zgodnie z Kodeksem Nomenklatury Botanicznej stosuje się zwyczajowo zapis nazwy naukowej kursywą.
Nazwa rodziny budowana jest na nazwie rodzaju, zwykle najwcześniej opisanego, nazywanego od tej pory rodzajem typowym rodziny. Autorem nazwy rodziny, zgodnie z zasadą koordynacji w nomenklaturze biologicznej, jest ten autor, który jako pierwszy określił ją jako kategorię ponadrodzajową.

## Pozycja taksonomiczna
Rodzina obejmuje blisko spokrewnione rodzaje. Jej pozycja w układzie hierarchicznym (z uwzględnieniem kategorii pomocniczych) wygląda następująco:
- rząd (i odpowiednie kategorie pomocnicze)
- nadrodzina (łac. superfamilia, ang. superfamily)
- rodzina (łac. familia, ang. family)
- podrodzina (łac. subfamilia, ang. subfamily)
- plemię (i odpowiednie kategorie pomocnicze)
- rodzaj (i odpowiednie kategorie pomocnicze)